# La Chapelle-Rainsouin
 La Chapelle-Rainsouin  es una población y comuna francesa, en la región de Países del Loira, departamento de Mayenne, en el distrito de Laval y cantón de Montsûrs.

## Demografía
| 335 | 323 | 296 | 250 | 216 | 234 |
| Para los censos de 1962 a 1999 la población legal corresponde a la población sin duplicidades (Fuente: INSEE [Consultar]) |     |     |     |     |     |